# Ormes (Saône-et-Loire)
Ormes é uma comuna francesa na região administrativa de Borgonha-Franco-Condado, no departamento de Saône-et-Loire. Estende-se por uma área de 9,8 km². Em 2010 a comuna tinha 478 habitantes (densidade: 48,8 hab./km²).